# Stefan Witkowski (inżynier)
Stefan Witkowski, ps. „Kapitan”, „Doktor Zet”, „Dyrektor”, „Inżynier”, „Tęczyński”, „Kaniewski”, „Stewit” (ur. 21 marca?/3 kwietnia 1903 w Moskwie, zm. 18 września 1942 w Warszawie) – inżynier i projektant, wynalazca, przywódca konspiracyjnej organizacji Muszkieterzy (Muszkieterowie).

## Życiorys
W młodości związany był z Polską Organizacją Wojskową. Po powrocie do Polski w 1920 r. wstąpił na ochotnika do odrodzonego Wojska Polskiego. Brał udział w wojnie polsko-bolszewickiej. Po zakończeniu działań wojennych uczył się w liceum w Gnieźnie. Następnie rozpoczął studia na Politechnice Warszawskiej. W tym czasie podjął prace nad skonstruowaniem szybkiej łodzi motorowej. Prace te finansował gnieźnieński przemysłowiec Edward Grabski. Studia ukończył w Paryżu. W 1931 r. przeniósł się do Genewy, gdzie założył własną firmę Stevit, w której pracował nad stworzeniem uniwersalnego silnika, który mógłby być napędzany paliwem każdego rodzaju. Otrzymywał na to subsydia od polskich władz wojskowych. Podejrzewany był też o związki z wywiadem brytyjskim.
W sierpniu 1939 r. powrócił do Polski. Uczestniczył jako ochotnik w wojnie obronnej 1939 r.; początkowo walczył w obronie Warszawy, a po jej kapitulacji w niejasnych okolicznościach przedostał się w okolice Kocka. Prawdopodobnie działał tam jako dowódca dywersyjnego oddziału wojskowego współdziałającego z jednostkami Samodzielnej Grupy Operacyjnej „Polesie” gen. Franciszka Kleeberga. Być może wówczas pojawił się pomysł utworzenia na okres okupacji niemieckiej podziemnej organizacji pod nazwą Muszkieterzy (Muszkieterowie), który poparł gen. F. Kleeberg. Organizacja została powołana w listopadzie 1939 r. w Warszawie, kiedy S. Witkowski zaprzysiągł pierwszych 48 członków. Miała ona charakter przede wszystkim wywiadowczy, chociaż początkowo skupiona była na pomocy żołnierzom uciekającym z niewoli oraz legalizacji ich pobytu.
M.in. zorganizował podrobione dokumenty umożliwiające wyjście ze szpitala gen. Stefana Roweckiego ps. „Grot”.
W ciągu 1940 r. S. Witkowskiemu udało się zorganizować bardzo sprawną strukturę organizacyjną, która przekazywała informacje wywiadowcze bezpośrednio wywiadowi brytyjskiemu za pośrednictwem Krystyny Skarbek i ośrodka w Budapeszcie. Sam wielokrotnie dokonywał inspekcji głęboko zakonspirowanych ośrodków leżących na terenie Niemiec w przebraniu wysokiego oficera SS jako baron August von Thierbach. W Warszawie w kilku punktach zorganizował przedsiębiorstwa produkcyjne, których zyski były przeznaczane na rzecz organizacji.
Na przełomie 1940/1941 r. nawiązał, prawdopodobnie na polecenie polskich władz podziemnych: Delegatury Rządu na Kraj i Związku Walki Zbrojnej, współpracę z niemieckim wywiadem wojskowym w zakresie rozpracowywania sytuacji na byłych wschodnich terenach Polski, zajętych po 17 września 1939 r. przez ZSRR. Zdobyte informacje były jednocześnie przesyłane do Londynu.
W październiku 1941 r. osobiście powitał w Krakowie marszałka Edwarda Śmigłego-Rydza, który przybył w tajemnicy z Węgier, a następnie przydzielił mu w Warszawie ochronę spośród własnych podkomendnych.
Na początku grudnia tego roku w porozumieniu z Niemcami i za zgodą KG ZWZ zorganizował przerzut na teren ZSRR 4 oficerów – Muszkieterów: rtm. Czesława Szadkowskiego, swojego bliskiego współpracownika, ppor. Czesława Wasilewskiego ps. „Wilk”, por. Kazimierza Rutkowskiego ps. „Mątwa” i pchor. Antoniego Pohoskiego ps. „Korejwo”. W II połowie 1941 r. zrezygnował z prowadzenia niezależnej działalności kontrwywiadowczej, przekazując właściwe struktury do ZWZ. Ostatecznie 6 grudnia dokonano scalenia całej organizacji Muszkieterów z ZWZ. Na początku 1942 r. S. Witkowski został z rozkazu komendanta głównego AK gen. Stefana Roweckiego ps. „Grot” pozbawiony dowództwa Muszkieterów. Prawdopodobnie nastąpiło to ze względu na jego brak zgody na ujawnienie agentów głębokiego wywiadu.
Ostatecznie pod koniec sierpnia tego roku KG AK oskarżyła go o niesubordynację i współpracę z Abwehrą i Gestapo. Wojskowy Sąd Specjalny AK wydał na niego wyrok śmierci podpisany przez płk. Tadeusza Komorowskiego, płk. Kazimierza Plutę-Czachowskiego i płk. Jana Rzepeckiego, a następnie zatwierdzony przez gen. Stefana Roweckiego. Został on wykonany 18 września w domu przy ul. Wareckiej 9 przez grupę egzekucyjną AK przebraną w mundury niemieckiej żandarmerii. Do jego ubrania przypięto kartkę z napisem: „Największy polski bandyta”. 2 czerwca 1943 r. komendant główny AK gen. S. Rowecki „Grot” w meldunku do Londynu wyjaśnił powody zabicia S. Witkowskiego: „Wobec systematycznych prób wyłamywania się, prowadzenia dwuznacznej gry z kontrwywiadem niemieckim, gestapo i wywiadem angielskim... usunąłem Tenczyńskiego ze stanowiska komendanta Muszkieterów, przenosząc go do rezerwy. Rozkazu tego Tenczyński nie wykonał... Zarządziłem rozwiązanie organizacji Muszkieterów... Tenczyńskiego oddałem pod sąd, który skazał go na śmierć. Wyrok zatwierdziłem. W międzyczasie został on zabity na rozkaz niemieckiego szefa kryminalnej policji, z którym Tenczyński miał powiązania na tle afer bandycko-łapówkowych...”.
W maju 1941 r. płk Adam Epler, który spotkał S. Witkowskiego z jego oddziałem we wrześniu 1939 r., złożył wniosek o odznaczenie go Orderem Virtuti Militari V klasy za jego postawę z tamtego okresu.
W styczniu 1943 r. jeden z członków grupy egzekucyjnej AK sam stał się obiektem zamachu na swoje życie dokonanego przez żołnierzy Konfederacji Narodu. Było to związane z faktem, że S. Witkowski miał silne kontakty z KN, a nawet w lipcu 1942 r. osobiście uczestniczył w akcji uwolnienia 5 żołnierzy KN z więzienia na ul. Daniłowiczowskiej w Warszawie.

## Kontrowersje
Według hipotez niektórych badaczy S. Witkowski na przełomie 1941 i 1942 r. prowadził bardzo tajemniczą grę w celu porozumienia się z Niemcami. Nawiązał też kontakt z przebywającym na Węgrzech marszałkiem E. Śmigłym-Rydzem oraz byłym premierem Leonem Kozłowskim. W grudniu tego roku S. Witkowski, za wiedzą Niemców, wysłał swojego bliskiego współpracownika por. C. Szadkowskiego z tajną misją do ZSRR do dowódcy Armii Polskiej w ZSRR gen. Władysława Andersa. Miał on przekazać rozkaz podjęcia współpracy z Niemcami przeciwko Sowietom (przejście na drugą stronę frontu wraz z całą Armią), rzekomo wydany przez marszałka E. Śmigłego-Rydza.
Istnieją niezweryfikowane przypuszczenia, że S. Witkowski wspólnie z marszałkiem E. Rydzem-Śmigłym i L. Kozłowskim podjęli próbę jakiegoś porozumienia się z Niemcami. Potwierdza to niepublikowany raport z grudnia 1941 r. autorstwa mjr. Stanisława Sławińskiego, który był oficerem kontrwywiadu ZWZ, według którego S. Witkowski miał w październiku lub listopadzie 1941 r. jeździć do Berlina na rokowania z dostojnikami hitlerowskimi. Prawdopodobnie w związku z tą sprawą płk Marian Steifer, przedstawiciel internowanych polskich żołnierzy przy Ministerstwie Honwedów, sondował za pośrednictwem węgierskim zainteresowanie Niemców ewentualnym utworzeniem polskiego rządu współpracującego z Rzeszą.